# Provincia del Brabante Vallone

Logo

Il Brabante Vallone (in francese: Brabant Wallon, in vallone: Province do Roman Payis, in olandese: Waals-Brabant) è una provincia della Vallonia, una delle tre regioni del Belgio. Confina con le province belghe del Brabante Fiammingo a nord, di Liegi a est, di Namur a sud e dell'Hainaut a sud-ovest. Il capoluogo è Wavre. Occupa una superficie di 1093 km² e contiene un solo distretto amministrativo (arrondissement in francese) con 27 comuni.
Il Brabante Vallone venne costituito nel 1995 dalla divisione della provincia del Brabante in tre parti: due nuove province, Brabante Vallone e Brabante Fiammingo; e la regione di Bruxelles. La divisione venne effettuata per sistemare (con ritardo) la divisione del Belgio in tre regioni (Fiandre, Vallonia e Bruxelles).

## Comuni
Arrondissement di Nivelles:
- Beauvechain
- Braine-l'Alleud
- Braine-le-Château
- Chastre
- Chaumont-Gistoux
- Court-Saint-Étienne
- Genappe
- Grez-Doiceau
- Hélécine
- Incourt
- Ittre
- Jodoigne
- La Hulpe
- Lasne
- Mont-Saint-Guibert
- Nivelles
- Orp-Jauche
- Ottignies-Louvain-la-Neuve
- Perwez
- Ramillies
- Rebecq
- Rixensart
- Tubize
- Villers-la-Ville
- Walhain
- Waterloo
- Wavre
- Genval

## Educazione
La provincia ospita, presso Louvain-la-Neuve, la sede principale dell'Université catholique de Louvain.